# Réserve naturelle régionale de Lostebarne-Woohay
La réserve naturelle régionale de Lostebarne-Woohay (RNR25) est une ancienne réserve naturelle régionale située dans les Hauts-de-France. Classée en 2009, elle occupait une surface de 40 hectares. À la suite de la décision de son propriétaire de ne pas renouveler son classement en 2019, elle a été déclassée le 5 mai 2020.

## Localisation

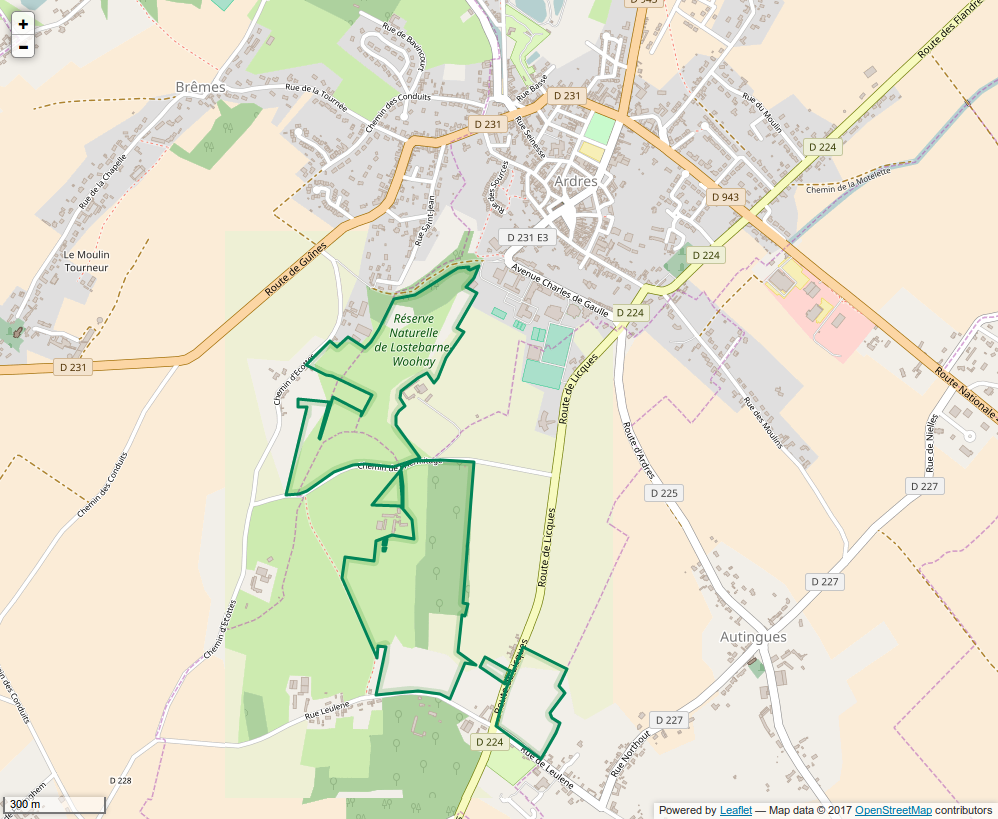
Périmètre de la réserve naturelle.

Le territoire de la réserve naturelle est dans le département du Pas-de-Calais, sur les communes de Ardres, Brêmes et Louches.

## Histoire du site et de la réserve
Une réserve naturelle volontaire a été créée le 8 septembre 1995. En 2002, la loi "démocratie de proximité" a déclassé toutes les RNV. Le classement en RNR est intervenu en 2009.

## Administration, plan de gestion, règlement
La réserve naturelle est gérée par le Conservatoire d'espaces naturels du Nord et du Pas-de-Calais. L'accès en est interdit en dehors des visites guidées.
En 2008, des chantiers de restauration et d'entretien sont mis en place, incluant des chantiers-nature avec l'aide de bénévoles et volontaires de l'association Les Blongios.

### Outils et statut juridique
La réserve naturelle volontaire a été créée en 1995. Le classement en RNR a été fait par une délibération du Conseil régional du Nord-Pas-de-Calais du 9 novembre 2009. Cette instance a approuvé le non-renouvellement du classement le 5 mai 2020.